# Echeveria minima
Echeveria minima är en fetbladsväxtart som beskrevs av Meyrán. Echeveria minima ingår i släktet Echeveria och familjen fetbladsväxter. Inga underarter finns listade i Catalogue of Life.

## Bildgalleri

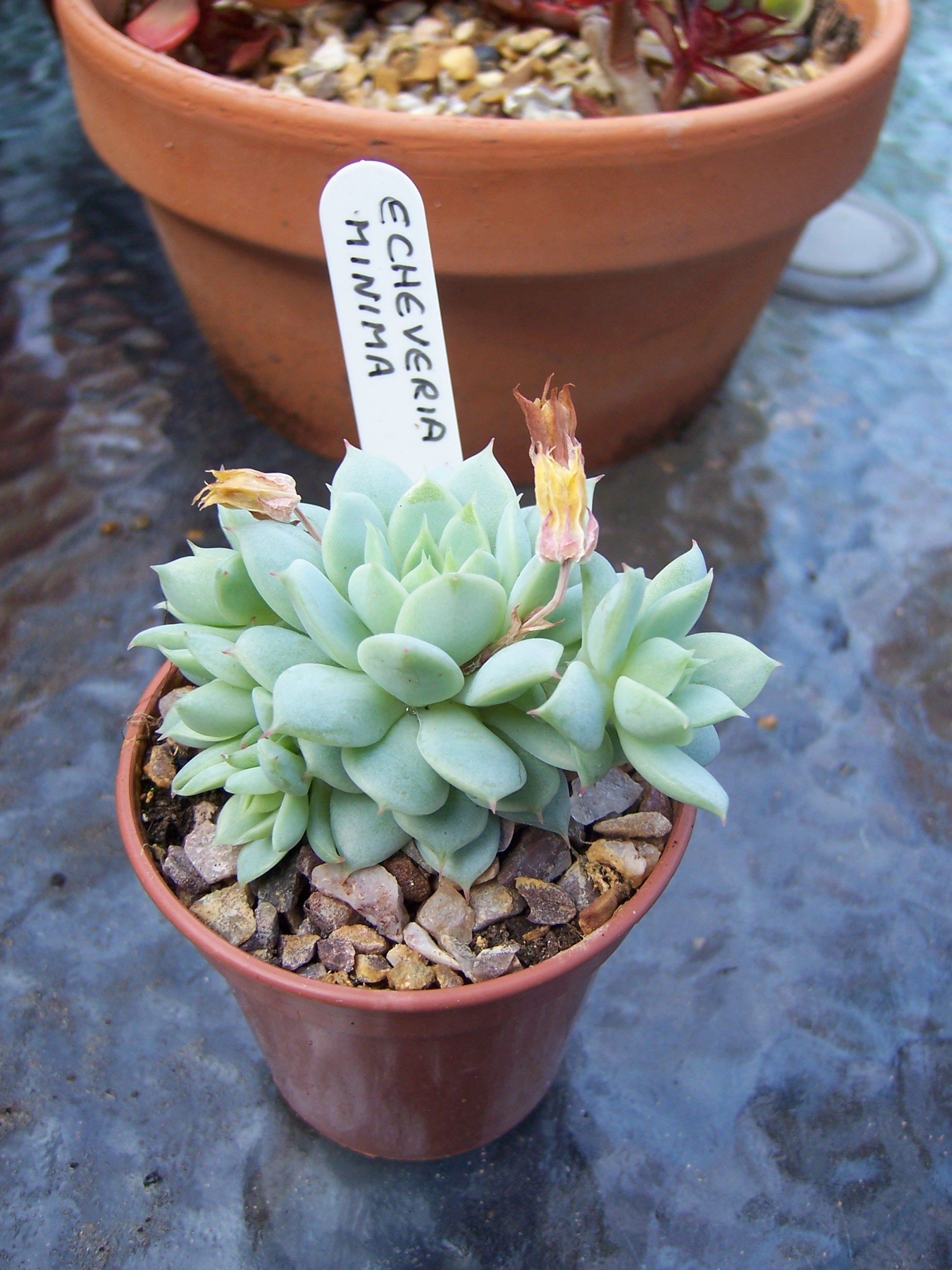
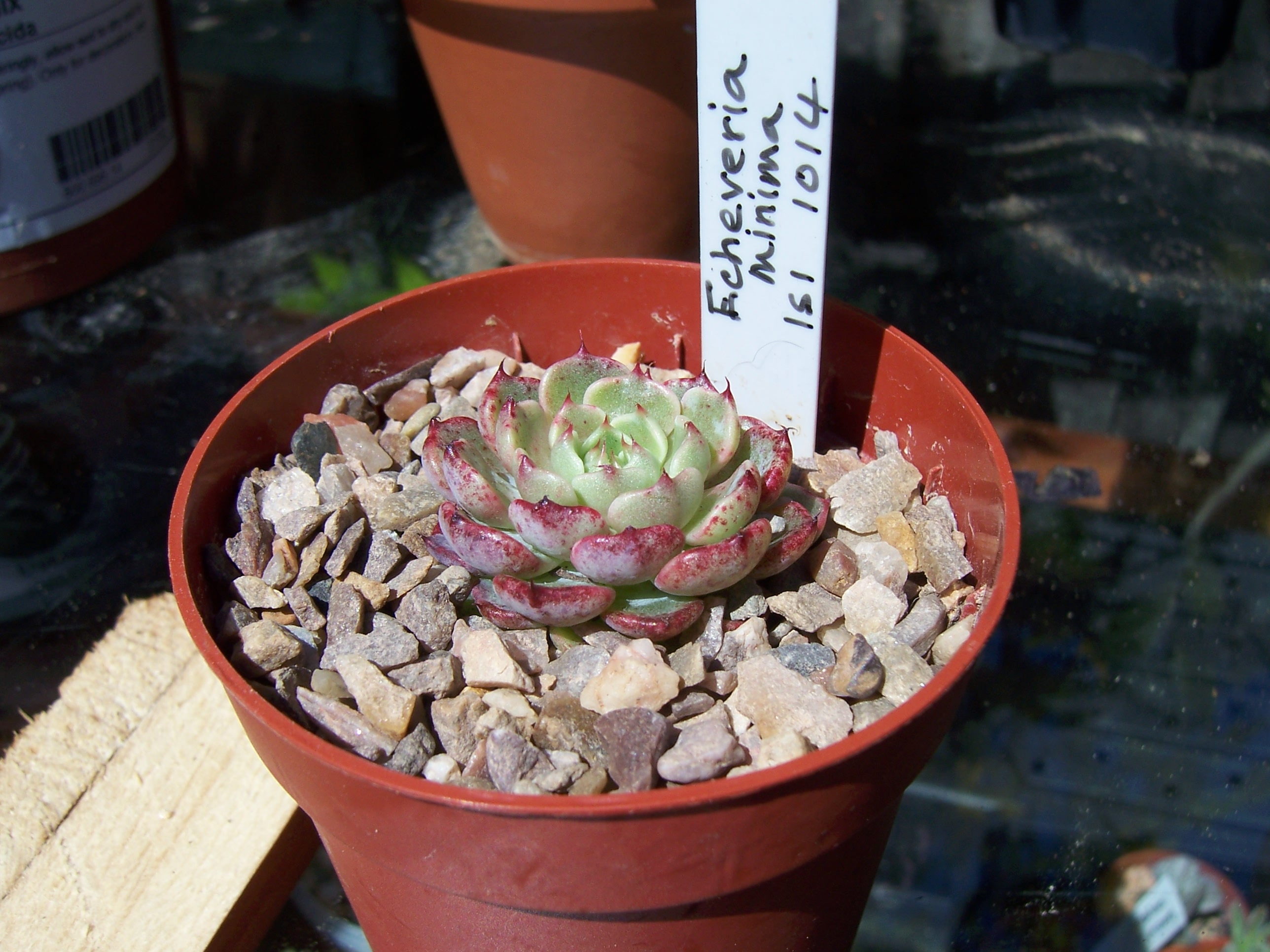
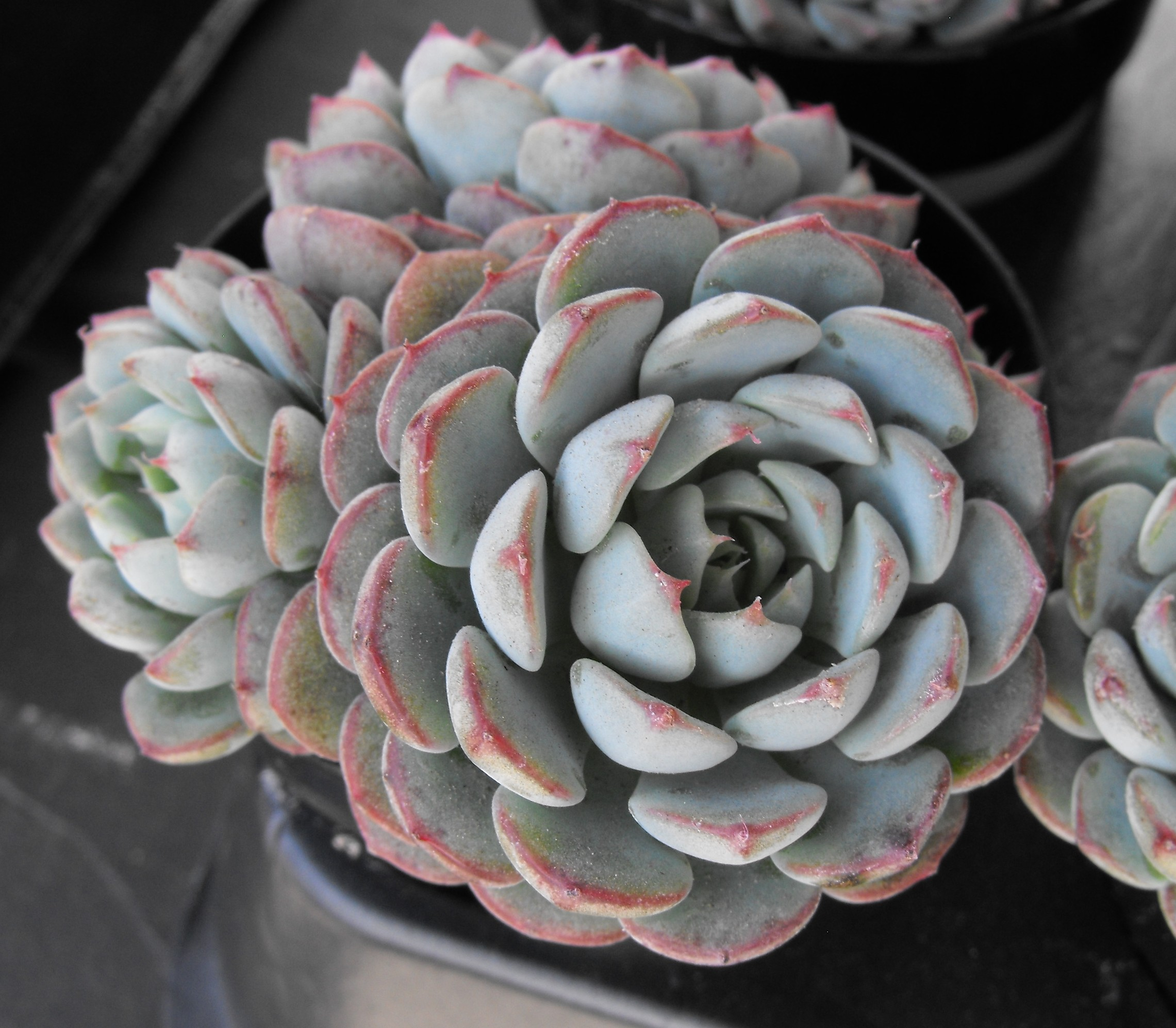